# Borgolavezzaro
Borgolavezzaro is een gemeente in de Italiaanse provincie Novara (regio Piëmont) en telt 1909 inwoners (31-12-2004). De oppervlakte bedraagt 21,2 km², de bevolkingsdichtheid is 90 inwoners per km².

## Demografie
Borgolavezzaro telt ongeveer 809 huishoudens. Het aantal inwoners steeg in de periode 1991-2001 met 0,9% volgens cijfers uit de tienjaarlijkse volkstellingen van ISTAT.
| Jaar | Inwoneraantal |
| ---- | ------------- |
| 1991 | 1863          |
| 2001 | 1879          |

## Geografie
Borgolavezzaro grenst aan de volgende gemeenten: Albonese (PV), Cilavegna (PV), Nicorvo (PV), Robbio (PV), Tornaco, Vespolate.